# Claudio Baggini
Claudio Baggini (Roma, 1º agosto 1936 – Lodi, 25 settembre 2015) è stato un vescovo cattolico italiano.

## Biografia
Nasce a Roma, il 1º agosto 1936 da Luigi e Maria Porchera, lodigiani. Riceve il battesimo nella basilica di San Giovanni in Laterano.

### Formazione e ministero sacerdotale
Frequenta il seminario vescovile di Lodi.
Il 14 giugno 1959 è ordinato presbitero, nella cattedrale di Lodi, dal vescovo Tarcisio Vincenzo Benedetti.
Dopo l'ordinazione frequenta la facoltà di scienze naturali dell'Università degli Studi di Milano, dove nel 1963 ottiene la laurea.
Insegna nel seminario vescovile e, nel 1965, ne diviene vicerettore. Dal 1970 al 1973 si trasferisce a Roma, dove frequenta la Pontificia Università Salesiana e consegue la licenza in scienze dell'educazione. Tornato in diocesi, è segretario del vescovo Giulio Oggioni. Nel 1974 è nominato di nuovo vicerettore del seminario e diviene preside della scuola media diocesana. Dal 1976 è arciprete di Monticelli di Bertonico, dove rimane fino al 1980, quando è nominato parroco a Vaiano di Merlino.
Nel febbraio 1987 il vescovo Paolo Magnani lo nomina vicario generale della diocesi di Lodi e moderator curiæ. Nel 1988 diventa canonico della cattedrale di Lodi, mentre nel 1989 è eletto amministratore diocesano per il periodo intercorso tra l'ingresso a Treviso di mons. Magnani e la presa di possesso della diocesi di Lodi del nuovo vescovo Giacomo Capuzzi, il quale lo conferma nel ruolo di vicario generale.

### Ministero episcopale
Il 18 marzo 2000 papa Giovanni Paolo II lo nomina vescovo di Vigevano; succede a Giovanni Locatelli, dimessosi per raggiunti limiti di età. Riceve l'ordinazione episcopale il 30 aprile successivo, nella cattedrale di Lodi, dal vescovo Giacomo Capuzzi, co-consacranti i vescovi Paolo Magnani e Giovanni Locatelli. Il 18 giugno 2000 prende possesso della diocesi, nella cattedrale di Sant'Ambrogio a Vigevano.
Durante il suo episcopato accoglie papa Benedetto XVI in visita pastorale alla città di Vigevano, il 21 aprile 2007, ed assiste alla beatificazione di Francesco Pianzola, celebrata nella cattedrale di Vigevano dal cardinale José Saraiva Martins, prefetto emerito della Congregazione delle cause dei santi, il 4 ottobre 2008.
Il 12 marzo 2011 papa Benedetto XVI accoglie la sua rinuncia, presentata per motivi di salute, al governo pastorale della diocesi di Vigevano; gli succede il vescovo coadiutore, con il titolo ad personam di arcivescovo, Vincenzo Di Mauro.
Muore improvvisamente il 25 settembre 2015, all'età di 79 anni, nel seminario vescovile di Lodi, sua residenza da vescovo emerito. Dopo le esequie, celebrate il 28 settembre alle ore 15 nella cattedrale di Sant'Ambrogio a Vigevano dal cardinale Angelo Scola, arcivescovo di Milano, viene sepolto nello stesso edificio.

## Genealogia episcopale
La genealogia episcopale è:
- Cardinale Scipione Rebiba
- Cardinale Giulio Antonio Santori
- Cardinale Girolamo Bernerio, O.P.
- Vescovo Claudio Rangoni
- Arcivescovo Wawrzyniec Gembicki
- Arcivescovo Jan Wężyk
- Vescovo Piotr Gembicki
- Vescovo Jan Gembicki
- Vescovo Bonawentura Madaliński
- Vescovo Jan Małachowski
- Arcivescovo Stanisław Szembek
- Vescovo Felicjan Konstanty Szaniawski
- Vescovo Andrzej Stanisław Załuski
- Arcivescovo Adam Ignacy Komorowski
- Arcivescovo Władysław Aleksander Łubieński
- Vescovo Andrzej Stanisław Młodziejowski
- Arcivescovo Kasper Kazimierz Cieciszowski
- Vescovo Franciszek Borgiasz Mackiewicz
- Vescovo Michał Piwnicki
- Arcivescovo Ignacy Ludwik Pawłowski
- Arcivescovo Kazimierz Roch Dmochowski
- Arcivescovo Wacław Żyliński
- Vescovo Aleksander Kazimierz Bereśniewicz
- Arcivescovo Szymon Marcin Kozłowski
- Vescovo Mečislovas Leonardas Paliulionis
- Arcivescovo Bolesław Hieronim Kłopotowski
- Arcivescovo Jerzy Józef Elizeusz Szembek
- Vescovo Stanisław Kazimierz Zdzitowiecki
- Cardinale Aleksander Kakowski
- Papa Pio XI
- Cardinale Alfredo Ildefonso Schuster, O.S.B.
- Arcivescovo Giacinto Tredici, O.SS.C.A.
- Vescovo Felice Bonomini
- Arcivescovo Clemente Gaddi
- Arcivescovo Bruno Foresti
- Vescovo Giacomo Capuzzi
- Vescovo Claudio Baggini